# Dorfbach (Rotkehlchengraben)
Der Dorfbach, mitunter auch Trebraer Bach oder Trebraer Dorfbach genannt ist ein gut 1,6 km langer, rechter Zufluss des Rotkehlchengrabens in Trebra, einem Ortsteil der Gemeinde Hohenstein im thüringischen Landkreis Nordhausen.

## Verlauf
Der Dorfbach entspringt mehreren Quellen südwestlich von Trebra. Der Ablauf des Gesundbrunnens mündet an der südlichen Bebauungsgrenze von Trebra in den Dorfbach. Er durchfließt, teils kanalisiert, in nordöstliche Richtung das Haufendorf. Der kleine Bach mündet im Norden des Ortes in den Ohe Zufluss Rotkehlchengraben.

## Wasserqualität
Der Dorfbach ist durch die intensiv landwirtschaftlich genutzte Flur sowie durch Einträge aus privaten Kleinkläranlagen belastet. Das der Nitratwert des Fließgewässers zu hoch ist, zeigt sich in den warmen Sommermonaten durch Fadenalgenbildung.